# Renée de France
Renée de France, comtesse puis duchesse de Chartres, comtesse de Gisors et dame de Montargis, née à Blois le 25 octobre 1510 et morte à Montargis le 12 juin 1574, est la fille cadette de Louis XII, roi de France, et d'Anne de Bretagne.
Belle-sœur de François Ier, tante d'Henri II et grand-tante de trois rois François II, Charles IX et Henri III, elle fut mariée à l'âge de 18 ans au duc Hercule II d'Este et passa trente-deux ans de sa vie en Italie à Ferrare.
Comme sa sœur aînée, Claude de France, fut mariée à François d'Angoulême, futur François Ier, elle aurait pu prétendre au trône ducal de Bretagne. Alors, tout fut fait pour l'éloigner, en la mariant au duc de Ferrare. La cour de Ferrare était alors l'une des plus brillantes d'Italie. Mais, si elle y attira beaucoup de Français, elle ne fit aucun effort pour apprendre l'italien.
Princesse acquise à la réforme protestante dès les années 1530, en dépit de l'hostilité de son mari le duc de Ferrare et de Modène, elle reçut en 1536 Jean Calvin, chef de la République théocratique de Genève, avec lequel elle entretint une correspondance. Lorsque son époux interdit en 1554 le calvinisme dans ses États, elle subit de fortes pressions pour l'abandon de ses opinions religieuses. Après la mort de son époux en 1559, elle s'installa en France à Montargis où elle fonda une église réformée. Elle y accueillit nombre de réfugiés protestants durant les guerres de Religion. Princesse éclairée de la Renaissance et femme de tempérance, elle s'opposa à la passion et l'intransigeance de ses coreligionnaires.
Sa fille Anne d'Este, grande dame de la cour de France, fut l'épouse du duc François de Guise, chef charismatique du parti catholique au moment des guerres de Religion, puis, devenue veuve, l'épouse du duc de Nemours. Un autre de ses enfants, Luigi d'Este, devint cardinal.

## De la France à l'Italie

### Jeunesse et mariage
Renée perdit sa mère à quatre ans, son père à cinq et sa sœur à quatorze ans. En effet, sa sœur aînée Claude de France, qui avait épousé en 1514 François de Valois-Angoulême, mourut reine de France en 1524.
Elle fut confiée par sa mère à Michelle de Saubonne, mais la Cour écarta celle-ci car elle défendait trop les intérêts de sa pupille et professait déjà des idées proches de la réforme. L'esprit singulièrement vif de Renée l'avait ouvert aux langues anciennes, celle d'Homère et de Virgile, à l'histoire, aux mathématiques, à la philosophie et la théologie, étonnant la cour par ses connaissances d'astronomie et d'alchimie, sciences qu'elle partageait avec son amie Marguerite de Navarre, enseignements qui furent donnés par Lefèvre d'Etaples. La jeune princesse était un peu plus âgée que les enfants royaux dont l'humaniste supervisait l'éducation vers 1525. De même il ne reste que quelques lettres de Renée à Marguerite de Valois-Angoulême, duchesse d'Alençon puis reine de Navarre. Il est difficile d'en déduire qu'à son départ pour Ferrare, Renée était proche du cénacle de Meaux et de sa protectrice, sœur de François Ier.
Elle épousa le 28 mai 1528, à Paris, Hercule II d'Este (1508-1559), duc de Ferrare, de Modène et de Reggio, et lui apporta en dot le duché de Chartres, le comté de Gisors et le domaine de Montargis. Le tout se montait à 12 500 écus de rente, soit 25 000 livres tournois, à l'époque du mariage.
Cette somme était extrêmement modeste pour une princesse du sang qui aurait pu hériter du duché de Bretagne, et ce d'autant plus que la Couronne, dès 1530, avait pris du retard dans le paiement de la pension. En effet, dans le contrat de mariage de ses parents Louis XII et Anne de Bretagne, il était spécifie que le couronne de France revenant à l'aîné, le duché de Bretagne devait revenir au deuxième enfant, mâle ou femelle, donc en l'occurrence à Renée. Mais - subterfuge pour éviter une "récupération" du riche duché ? -  c'est la sœur aînée de Renée, Claude qui hérita du duché de sa mère, mais l'apportant de fait à la couronne de France puisque Claude épousera  François de Valois-Angoulême devenu François 1er, roi de France. Bien plus tard, Renée intentera (en vain) un procès contre le roi Charles IX afin de récupérer ce qu'elle estimait (à raison) être son héritage.
Descendance
- Anne d'Este (1531-1607), duchesse de Guise puis de Nemours, mariée :
  1. à Saint-Germain-en-Laye en 1548 avec François de Guise (1519-1563)
  2. à Saint-Maur-des-Fossés en 1566 avec Jacques de Savoie-Nemours (1531-1585), duc de Nemours
- Alphonse II d'Este (1533-1597), duc de Ferrare, de Modène et de Reggio
- Lucrèce d'Este (1535-1598), mariée en 1570 avec François Marie II della Rovere, duc d'Urbin (1549-1631)
- Éléonore d'Este (1537-1581)
- Luigi d'Este (1538-1586), cardinal d'Este, évêque de Ferrare, archevêque d’Auch

### Persécutions en Italie
À Ferrare, elle réunit autour d'elle une foule d'hommes doctes, dont de nombreux protestants, venus d'Italie, d'Allemagne, de France, de Genève. Elle employa comme secrétaires Lyon Jamet et Clément Marot, protégea de nombreux coreligionnaires poursuivis pour leurs idées religieuses : Camillo Renato, Lodovico Domenichi, Isabelle Bressegna, etc. Elle rassembla autour d'elle, dans les années cinquante, des réfugiés venus de l'Europe entière, sans manifester pour autant le désir de structurer ce mouvement à la manière des calvinistes de Genève.
L'année-charnière de son séjour italien, celle où se déploie son engagement politique et religieux est 1536 : elle reçut au printemps Jean Calvin qui s'arrêta à Ferrare. Elle défendit avec succès un chantre arrêté pour ses propos blasphématoires au sortir de la messe, le jeudi de la Cène. Enfin, elle fit libérer son secrétaire, Jean Cornillau, emprisonné pour n'avoir pas répondu à la convocation ducale. François Ier, par le biais de ses ambassadeurs à Venise Georges de Selve, évêque de Lavaur, et Georges d'Armagnac, futur cardinal, intervint en sa faveur et Marguerite de Navarre relaya le bruit, que propageaient Michelle de Saubonne, et Anne de Parthenay, ses dames de compagnie, selon lequel Hercule II cherchait à faire mourir de désespoir et de honte sa femme. Dès 1537, semble-t-il, elle commença à correspondre avec le chef de la République théocratique de Genève, Jean Calvin, qui signait « Charles d'Espeville » : les derniers éditeurs des œuvres de Calvin (Droz, mars 2006) ont revu la datation de la première lettre du réformateur que l'on plaçait jusque-là en 1541. Ses livres de comptes, conservés à Turin, témoignent de son engagement calviniste, et de l'achat de nombreux ouvrages réformés.
Alors que le Duc d'Este et de Modène avait, jusque-là, fait montre d’une grande tolérance vis-à-vis de la Réforme, l’université de Modène était devenue un foyer de subversion politique au point d'être surnommée la « seconde Genève », il décide le 18 mars 1554, d'interdire le calvinisme dans ses États. En 1554, la duchesse avait un secrétaire Jean Guesfier qui demeurait dans une maison dite la Porte-Dorée, rue du Faubourg-Saint-Jacques à Paris. 
Cette année 1554 représente une cassure dans son engagement pour la cause calviniste : admonestée par Matthieu Ory, grand inquisiteur de France envoyé par Henri II, elle fut contrainte par son mari de rencontrer le jésuite Jean Pelletier (c.1520-1564), fondateur et recteur du collège de Ferrare depuis 1551. Isolée au Castello, elle accepta d'assister à la messe, de communier et de se confesser, revenant ainsi en apparence à sa religion. Mais recouvrant sa liberté, elle poursuivit son œuvre plus discrètement, à la déception de Calvin qui aurait voulu en faire « l'héroïne » du parti. La correspondance de Calvin témoigne de sa déception à l'égard de celle qui refusait ainsi de devenir la « vitrine » du parti réformé, à l'époque où sont publiés les premiers martyrologes calvinistes.
Clément Marot lui dédia ce sonnet qui fait clairement allusion à ses démêlés de nature religieuse avec son époux Hercule d'Este :

« Me souvenant de tes bontés divines
Suis en douleur, princesse, à ton absence ;
Et si languis quant suis en ta présence,
Voyant ce lys au milieu des épines.
Ô la douceur des douceurs féminines,
Ô cœur sans fiel, ô race d'excellence,
Ô dur mary rempli de violence,        
Qui s'endurcît prés des choses bénignes.
Si seras tu de la main soutenue
De l’éternel, comme sa chère tenue ;
Et tes nuisants auront honte et reproche.
Courage, dame, en l'air je voie la nue
Qui çà et là s'écarte et diminue,
Pour faire place au beau temps qui s'approche. »

## De l'Italie à la France

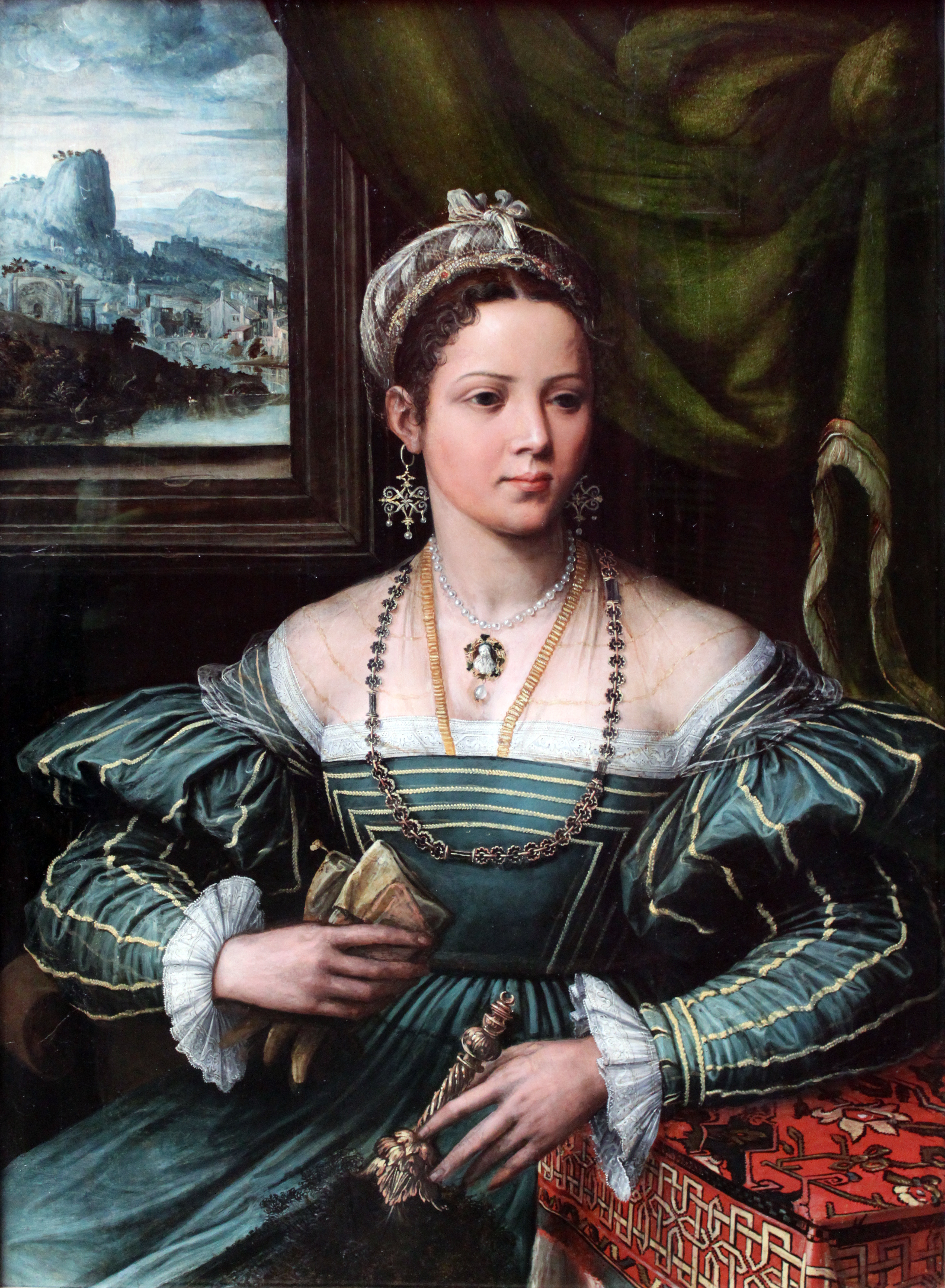
Portrait présumé de Renée de France, vers 1530-1540 (Musée Städel, Francfort)

### Au milieu des guerres de religion
De retour en France en septembre 1560, après la mort de son époux (3 octobre 1559), elle s'installa à Montargis. Elle y accueillit les réformés qui voulaient s'y réfugier, malgré les menaces de son gendre, le duc de Guise, et de la Couronne. Théodore Agrippa d'Aubigné évoqua le refuge de Montargis où lui-même fut accueilli alors qu'il était en fuite, avec son précepteur. Durant les trois premières guerres de religion, elle sut préserver Montargis grâce à d'habiles négociations avec les armées protestantes et l'armée royale commandée à partir de novembre 1567 par le duc d'Anjou, futur Henri III. Elle imposa l'idée que cette ville, située sur un axe fluvial stratégique, pouvait rester une poche de neutralité n'accueillant ni un parti ni l'autre. L'amitié qu'elle entretenait avec ses voisins les Coligny, ainsi que la proximité de sang avec la famille royale, lui permirent, malgré quelques révoltes des habitants, de conserver cette place.
Proche de son plus jeune fils, le cardinal Louis d'Este, et de sa fille aînée Anne d'Este, Renée ne manifesta pas de désaccord apparent au remariage de ladite fille, en 1566, avec le duc de Nemours. Certaines familles influentes à la Cour manifestèrent au contraire leur mécontentement, parmi lesquelles la famille du précédent époux, le duc François de Guise assassiné en 1563, et la reine de Navarre, Jeanne d'Albret, favorable au mariage de sa cousine Françoise de Rohan avec le duc de Nemours. On voit donc que les relations mère-fille ne peuvent s'évaluer à l'aune des différences confessionnelles : Renée était protestante, Anne avait épousé à la suite deux fervents catholiques. Pourtant, Renée manifesta toujours la plus grande solidarité avec sa fille aînée. Au contraire, Renée critique, dans l'une de ses lettres, la reine de Navarre dont elle conteste le fanatisme, dangereux pour le pays, et immoral : elle affirme que Jeanne d'Albret se plaît à répandre des rumeurs, des mensonges, par prosélytisme religieux. Elle critique ainsi un pilier du parti protestant, manifestant son esprit d'indépendance. De la même manière, il nous reste des missives où elle critique Calvin, et en particulier toute tendance à mettre un pays à feu et à sang par conviction religieuse. On peut ranger Renée de France, semble-t-il, dans le parti des moyenneurs, c'est-à-dire de ceux qui voulaient la paix à tout prix, la concorde, au prix de quelques concessions religieuses et politiques à leurs yeux nécessaires. Les relations avec ses enfants furent contrastées durant ce séjour français : un grand amour la liait à Anne et Louis, son cadet, cardinal d'Este, qui lui aussi faisait carrière à la cour de France.  La méfiance et la déception caractérisaient ses relations épistolaires avec son fils aîné, Alphonse. Enfin, elle ne semble pas avoir été très proche de ses filles cadettes, Éléonore et Lucrèce.

### Une fin de vie discrète, dans la pratique réformée
Présente aux noces de Henri de Navarre et de la princesse Marguerite de France en 1572, son hôtel fut, semble-t-il, protégé par les gardes de son beau-fils le duc de Nemours lors du massacre de la Saint-Barthélemy. Silencieuse, la duchesse quitta Paris sous la protection d'une escorte royale et guisarde, sans doute parce qu'elle est la grand-mère du duc de Guise Henri. Suivit une période de relative discrétion (épistolaire tout du moins) jusqu'à son décès, deux ans plus tard. Il semble que jusqu'à la fin elle ait poursuivi son travail de protection des réformés, recueillant les ministres persécutés, les errants, dans son château de Montargis, « jusqu'à entretenir, dit Brantôme, plusieurs centaines de réfugiés à la fois ».
À la fin de sa vie elle se préoccupa de la succession du duché de Ferrare, cherchant à persuader son fils cadet, Louis, cardinal d'Este, d'abandonner l'état ecclésiastique pour prendre la suite de son frère Alphonse II, qui mourut sans descendance. En vain. À sa demande, sa fille aînée, accourue à sa mort, la fit enterrer sans pompe dans l'enceinte du château, on ne sait où. C'est d'ailleurs Anne d'Este qui reçut Montargis que, depuis son procès avec la Couronne, réglé en 1571, Renée tenait en usufruit.

## Recherches sur Renée de France